# П'єса
П'єса (від фр. pièce — шматочок) — видова назва творів драматургії, призначених для виконання зі сцени, а також для теле- та радіовистав.
Структура п'єси включає текст дійових осіб — діалоги і монологи, — і функціональні авторські ремарки: примітки, що містять позначення місця дії, іноді — особливостей інтер'єру, зовнішності персонажів, їх манери поведінки і т. д. Як правило, на перед п'єсою вказується списк дійових осіб, іноді — із зазначенням їхнього віку, професії, титулів, родинних зв'язків тощо.
Окрема закінчена смислова частина п'єси називається актом або дією, яка може включати дрібніші складові — явища, епізоди, картини.
Саме поняття п'єси — суто формальне, воно не включає ніякого емоційного чи стилістичного сенсу. Тому в більшості випадків п'єса супроводжується підзаголовком, що визначає її жанр — класичний, основний (комедія, трагедія, драма), або авторський, наприклад: «Мій бідний Марат» Олексія Арбузова — «діалоги в трьох частинах»; «Поживемо — побачимо» Джорджа Бернарда Шоу — «приємна п'єса в чотирьох діях»; «Добра людина з Сичуані» Бертольта Брехта — «п'єса-парабола», а також трагедія Вільяма Шекспіра «Гамлет» та інші.
Жанрове визначення п'єси не просто виконує функцію «підказки» режисеру та акторам при сценічній інтерпретації п'єси, але допомагає увійти до авторської стилістики, образного ладу драматургії. У XIX столітті термін «п'єса» застосовувався також до ліричних віршів. Драми стали називати п'єсами лише у XX столітті.
У музичному мистецтві термін п'єса, зазвичай, вживається як видова назва творів інструментальної музики.